# Локомотив-Казанка
«Локомотив-Каза́нка», также известный как «Казанка» — бывший российский профессиональный футбольный клуб из Москвы. Фарм-клуб «Локомотива». Выступал во втором дивизионе России (группа 2), третьем по рангу дивизионе профессионального футбола в стране. Домашние матчи проводил на стадионе «Сапсан Арена», вмещающем 10 000 зрителей. В 2022 году был расформирован.

## История

### Дубль «Локомотива»
В союзное время дублирующий состав «Локомотива» выступал в турнирах дублёров для команд высшей и первой лиг. С 1992 года стал играть в первенстве России: во второй лиге в 1992—1993 и 1998—2000 годах, а также в третьей лиге в 1994—1997 годах (в 1992—1997 годах — как «Локомотив»-д, в 1998—2000 годах — как «Локомотив»-2). С 2001 года с появлением турнира дублёров РФПЛ команда стала играть там, с 2008 года — в заменившем турнир дублёров молодёжном первенстве России.

### «Локомотив-2» (2008—2014)
Но официальной датой создания нового «Локомотива-2» считается 13 февраля 2008 года. Состав «Локомотива-2» в основном составляли воспитанники молодёжного состава и школы «Локомотива». «Локомотив-2» считался фарм-клубом «Локомотива», но не был связан с ним сквозной заявкой.
В первый свой сезон команда заняла 3-е место в дивизионе «А» зоны «Москва» (МРО Центр) первенства ЛФЛ, победив в последнем туре московский «Зенит». 25 декабря 2008 Совет ПФЛ принял клуб в состав членов Ассоциации «ПФЛ». В 2009 году команда стартовала во втором дивизионе ПФЛ под руководством Евгения Харлачёва и заняла 5-е место. В сезоне 2010 команда улучшила свой результат, заняв 3-е место, и претендовала на освободившееся место в первом дивизионе (ФНЛ), но в итоге туда был включён занявший 4-е место в зоне «Центр» воронежский «Факел». На сезон 2011/2012 перед «Локомотивом-2» была поставлена задача выхода в первый дивизион, однако команда показала неудовлетворительные результаты в первой части чемпионата, в связи с чем в конце 2011 года контракт с Евгением Харлачёвым не был продлён, и вместо него был назначен главный тренер «Нижнего Новгорода» Владимир Казаков. Также с командой начал работать один из известных в прошлом игроков «Локомотива» Олег Пашинин, в качестве старшего помощника главного тренера. По итогам сезона 2011/2012 команда заняла 5-е место. В следующем сезоне клуб занял 7-е место, в сезоне-2013/14 — 9-е место.
Наивысшим достижением в истории клуба считается прохождение в 1/16 Кубка России 2012/2013, где «Локомотив-2» уступил «Мордовии» из Саранска 0:1. В этом розыгрыше кубка последовательно были обыграны «Знамя Труда», «Долгопрудный» и «Петротрест». Все матчи завершались со счётом 2:0 в пользу «Локомотива-2».
В июле 2014 года был расформирован в связи с невыполнением поставленных турнирных задач.

### «Локомотив-Казанка» (2017—2022)
29 августа 2016 года спортивный директор «Локомотива» Игорь Корнеев сообщил, что ожидается возрождение второй команды клуба в 2017 году. В апреле 2017 президент «Локомотива» Илья Геркус объявил, что команда будет заявлена в Первенство ПФЛ 2017/2018 под названием «Локомотив-Казанка». 5 июля 2017 года произошла официальная презентация новой эмблемы и формы клуба, а в состав команды вошел Дмитрий Сычев. В дальнейшем клуб стал активно позиционировать себя как «Казанка» (в противовес встречающемуся названию «Локомотив-Казанка»). В сезоне-2017/18 клуб занял 3-е место в группе «Запад» и получил предложение выступить в ФНЛ, заменив оставшийся в Премьер-лиге в связи с ликвидацией «Амкара» «Анжи», но президент «Локомотива» Илья Геркус сообщил, что «Казанка» продолжит выступления в ПФЛ. В сезоне 2019/2020 команда ушла на зимнюю паузу, занимая 10 место в таблице. В связи с угрозой распространения в России коронавирусной инфекции (COVID-19) на период с 17 марта 2020 года по 10 апреля 2020 года включительно было приостановлено проведение всех спортивных соревнований по футболу, проводимых под эгидой РФС, в том числе соревнований, организуемых/проводимых Лигами, региональными федерациями по футболу и их объединениями, в том числе и во всех зональных группах Первенства ПФЛ. Об этом решении стало известно 17 марта после состоявшегося заседания Бюро Исполкома РФС. 1 апреля 2020 года Бюро Исполкома РФС приняло решение продлить приостановку соревнований до 31 мая, а 15 мая — завершить сезон, тем самым команда завершила выступления, оставшись на 10-м месте.
С 2018 года билеты на домашние матчи «Казанки» продавались только онлайн. На некоторых матчах[прояснить] была возможность обменять приобретённый по интернету билет на бумажный аналог.
После окончания сезона-2021/22 руководство «Локомотива» приняло решение не заявлять команду на следующий сезон ФНЛ-2 и закрыть проект. При этом, было сообщено, что бренд «Казанка», имеющий отношение к истории футбольного клуба «Локомотив», будет сохранён, и команда под этим названием будет играть в чемпионате Москвы среди любительских команд.

## Статистика выступлений в чемпионатах России
В 2010—2012 годах в первенстве и кубке России среди ЛФК также выступала молодёжная команда «Локомотива-2»: занимала 2-е место в дивизионе «А» зоны «Москва» в сезонах 2010 и 2011/12 и дошла до финала кубка зоны «Москва» 2011.